# قائمة رؤساء وزراء غرينادا
هذه قائمة رؤساء وزراء غرينادا منذ إنشاء منصب رئيس الوزراء في عام 1960 وحتى يومنا هذا.

## رؤساء الوزراء قبل الاستقلال

### رؤساء وزراء غرينادا (1960–1967)
| No. | الصورة | الاسم (الميلاد–الوفاة)    | الانتخابات | فترة الحكم   | فترة الحكم    | فترة الحكم        | الحزب                       |
| No. | الصورة | الاسم (الميلاد–الوفاة)    | الانتخابات | استلم المنصب | ترك المنصب    | المدة             | الحزب                       |
| --- | ------ | ------------------------- | ---------- | ------------ | ------------- | ----------------- | --------------------------- |
| 1   |        | هربرت بليز (1918–1989)    | 1957       | يناير 1960   | مارس 1961     | 1 سنة و59 أيام    | حزب غرينادا الوطني          |
| 2   |        | جورج إي دي كلاين (?–1984) | 1961       | مارس 1961    | أغسطس 1961    | 153 أيام          | حزب العمال الغرينادي المتحد |
| 3   |        | إريك غيري (1922–1997)     | —          | أغسطس 1961   | 19 يونيو 1962 | 322 أيام          | حزب العمال الغرينادي المتحد |
| (1) |        | هربرت بليز (1918–1989)    | 1962       | سبتمبر 1962  | مارس 1967     | 4 سنوات و181 أيام | حزب غرينادا الوطني          |

### رؤساء وزراء دولة غرينادا المرتبطة (1967–1974)
| No. | الصورة | الاسم (الميلاد–الوفاة)      | الانتخابات | فترة الحكم   | فترة الحكم    | فترة الحكم        | الحزب                       |
| No. | الصورة | الاسم (الميلاد–الوفاة)      | الانتخابات | استلم المنصب | ترك المنصب    | المدة             | الحزب                       |
| --- | ------ | --------------------------- | ---------- | ------------ | ------------- | ----------------- | --------------------------- |
| 1   |        | هربرت بليز (1918–1989)      | —          | مارس 1967    | أغسطس 1967    | 153 أيام          | حزب غرينادا الوطني          |
| 2   |        | السير إريك غيري (1922–1997) | 1967 1972  | أغسطس 1967   | 6 فبراير 1974 | 6 سنوات و189 أيام | حزب العمال الغرينادي المتحد |

## رؤساء الوزراء بعد الاستقلال

### رؤساء وزراء غرينادا (1974–1979)
| No. | الصورة | الاسم (الميلاد–الوفاة)      | الانتخابات | فترة الحكم    | فترة الحكم         | فترة الحكم       | الحزب                       |
| No. | الصورة | الاسم (الميلاد–الوفاة)      | الانتخابات | استلم المنصب  | ترك المنصب         | المدة            | الحزب                       |
| --- | ------ | --------------------------- | ---------- | ------------- | ------------------ | ---------------- | --------------------------- |
| 1   |        | السير إريك غيري (1922–1997) | 1976       | 7 فبراير 1974 | 13 مارس 1979 (خلع) | 5 سنوات و34 أيام | حزب العمال الغرينادي المتحد |

### رؤساء وزراء حكومة غرينادا الثورية الشعبية(1979-1983)
| No. | الصورة | الاسم (الميلاد–الوفاة)     | الانتخابات | فترة الحكم     | فترة الحكم           | فترة الحكم        | الحزب                |
| No. | الصورة | الاسم (الميلاد–الوفاة)     | الانتخابات | استلم المنصب   | ترك المنصب           | المدة             | الحزب                |
| --- | ------ | -------------------------- | ---------- | -------------- | -------------------- | ----------------- | -------------------- |
| 2   |        | موريس بيشوب (1944–1983)    | —          | 13 مارس 1979   | 14 أكتوبر 1983 (خلع) | 4 سنوات و215 أيام | حركة الجوهرة الجديدة |
| 3   |        | برنارد كوارد (مواليد 1945) | —          | 14 أكتوبر 1983 | 19 أكتوبر 1983 (خلع) | 5 أيام            | حركة الجوهرة الجديدة |

### رئيس المجلس العسكري الثوري في غرينادا (1983)
| No. | الصورة | الاسم (الميلاد–الوفاة)  | الانتخابات | فترة الحكم     | فترة الحكم                    | فترة الحكم | الحزب                        |
| No. | الصورة | الاسم (الميلاد–الوفاة)  | الانتخابات | استلم المنصب   | ترك المنصب                    | المدة      | الحزب                        |
| --- | ------ | ----------------------- | ---------- | -------------- | ----------------------------- | ---------- | ---------------------------- |
| 4   |        | هدسون أوستن (1938–2022) | —          | 19 أكتوبر 1983 | 25 أكتوبر 1983 (غزو غرينادا.) | 6 أيام     | عسكري / حركة الجوهرة الجديدة |

### رئيس مجلس الشورى المؤقت (1983-1984)
| No. | الصورة | الاسم (الميلاد–الوفاة)      | الانتخابات | فترة الحكم    | فترة الحكم    | فترة الحكم | الحزب    |
| No. | الصورة | الاسم (الميلاد–الوفاة)      | الانتخابات | استلم المنصب  | ترك المنصب    | المدة      | الحزب    |
| --- | ------ | --------------------------- | ---------- | ------------- | ------------- | ---------- | -------- |
| 6   |        | نيكولاس براتويت (1925–2016) | —          | 9 ديسمبر 1983 | 4 ديسمبر 1984 | 361 أيام   | غير حزبي |

### رؤساء وزراء غرينادا (1984–الآن)
| No.  | الصورة | الاسم (الميلاد–الوفاة)      | الانتخابات     | فترة الحكم     | فترة الحكم                      | فترة الحكم        | الحزب                     |
| No.  | الصورة | الاسم (الميلاد–الوفاة)      | الانتخابات     | استلم المنصب   | ترك المنصب                      | المدة             | الحزب                     |
| ---- | ------ | --------------------------- | -------------- | -------------- | ------------------------------- | ----------------- | ------------------------- |
| 7    |        | هربرت بليز (1918–1989)      | 1984           | 4 ديسمبر 1984  | 19 ديسمبر 1989 (توفي في المنصب) | 5 سنوات و15 أيام  | الحزب الوطني الجديد       |
| 8    |        | بين جونز (1924–2005)        | —              | 20 ديسمبر 1989 | 16 مارس 1990                    | 86 أيام           | الحزب الوطني الجديد       |
| (6)  |        | نيكولاس براتويت (1925–2016) | 1990           | 16 مارس 1990   | 1 فبراير 1995                   | 4 سنوات و322 أيام | المؤتمر الوطني الديمقراطي |
| 9    |        | جورج بريزان (1942–2012)     | —              | 1 فبراير 1995  | 22 يونيو 1995                   | 141 أيام          | المؤتمر الوطني الديمقراطي |
| 10   |        | كيث ميتشيل (مواليد 1946)    | 1995 1999 2003 | 22 يونيو 1995  | 9 يوليو 2008                    | 13 سنوات و17 أيام | الحزب الوطني الجديد       |
| 11   |        | تيلمان توماس (مواليد 1947)  | 2008           | 9 يوليو 2008   | 20 فبراير 2013                  | 4 سنوات و226 أيام | المؤتمر الوطني الديمقراطي |
| (10) |        | كيث ميتشيل (مواليد 1946)    | 2013 2018      | 20 فبراير 2013 | 24 يونيو 2022                   | 9 سنوات و124 أيام | الحزب الوطني الجديد       |
| 12   |        | ديكون ميتشل (مواليد 1978)   | 2022           | 24 يونيو 2022  | في المنصب                       | 3 سنوات و53 أيام  | المؤتمر الوطني الديمقراطي |